# Broadcast Wave Format
Broadcast Wave Format (BWF) è un'estensione del popolare formato audio WAV ed è il formato di registrazione per molti  registratori audio digitali utilizzati per il cinema, la televisione e la radio.
È stato specificato per la prima volta dall'Unione europea di radiodiffusione nel 1997, e modificato successivamente nel 2001 e 2003.
L'obiettivo di questo formato di file è l'aggiunta di metadata per facilitare lo scambio dei dati audio tra differenti piattaforme e applicazioni di computer. Viene specificato il tipo di metadata, permettendo agli elementi della processazione audio di identificarsi, documentare le proprie attività e permettere la sincronizzazione tramite timecode con altre registrazioni. I metadata sono immagazzinati come chunk in un file standard audio .WAV.
I file conformi alle specifiche Broadcast Wave possono avere l'estensione finale .WAV o .BWF.
In aggiunta ai comuni WAV chunk, i seguenti ulteriori chunk possono apparire in un file Broadcast Wave:
- Original Bext chunk ('bext')
- iXML chunk ('iXML')
- Quality chunk ('qlty')
- MPEG audio extension chunk ('mext')
- Peak Envelope chunk ('levl')
- link chunk ('link')
- axml chunk ('axml')

## Compatibilità formato WAV
Poiché l'unica differenza tra un file BWF e un normale file WAV sono le informazioni extra aggiunte nel header del file, un file BWF è pienamente compatibile con tutti i riproduttori audio.